# Bladfibrer
Bladfibrer är en beteckning för bastfibrer som utvinns ur bladen på olika tropiska och subtropiska växter. Till denna grupp hör bland annat: aloehampa, cantala, manillahampa, pita och sisal. Bladfibrer används huvudsakligen till tågvirke, mattor m.m.